# マイケル・J・フォックス・ショウ
『マイケル・J・フォックス・ショウ』（The Michael J. Fox Show）は、マイケル・J・フォックス主演によるアメリカ合衆国のシットコムテレビドラマである。2013-14年のテレビシーズンにおいて、NBCより2013年9月26日に初回が放送された。
フォックスにとってはABCの『スピン・シティ』以来となるテレビシリーズレギュラー出演作である。またNBCのシリーズにレギュラー出演するのは『ファミリータイズ』（1982-1989年）以来2度目である。
フォックスの復帰作ということで注目された本作だったが、アメリカ本国では視聴率が伸びず、2014年1月23日にシーズン1の途中で打ち切られてしまった。

## 内容
マイク・ヘンリーはパーキンソン病と診断されたため、ニュースアンカーとしてのキャリアを諦めて、自身の健康と家族のために休養を取ることとなった。それから4年後、マイクは現場復帰を目指し、家族とキャリアのあいだで奮闘する。

## キャスト
- マイケル・“マイク”・ヘンリー - マイケル・J・フォックス（日本語吹替：宮川一朗太）
- アニー・ヘンリー（マイケルの妻） - ベッツィ・ブラント（日本語吹替：中村綾）
- ハリス・グリーン（マイケルの元上司） - ウェンデル・ピアース（日本語吹替：玉野井直樹）
- リー・ヘンリー（マイケルの妹） - ケイティ・フィナーラン（英語版）（日本語吹替：斉藤まりえ）
- イブ・ヘンリー（マイケルの長女） - ジュリエット・ゴリア（日本語吹替：杉平真奈美）
- イアン・ヘンリー（マイケルの長男） - コナー・ロメロ（日本語吹替：関雄）
- グレアム・ヘンリー（マイケルの次男） - ジャック・ゴア（日本語吹替：福井美樹）
- ケイ・コスタ - アナ・ノゲイラ

## 製作
2012年8月、NBCはシリーズを発注した。

## エピソード
| №  | タイトル                              | 監督                         | 脚本                                                             | 放送日                         | 合衆国視聴者数 （百万人） |
| -- | ------------------------------------- | ---------------------------- | ---------------------------------------------------------------- | ------------------------------ | ------------------------- |
| 1  | "人気キャスターの復帰" "Pilot"        | ウィル・グラック             | 原案: サム・レイボーン & ウィル・グラック 脚本: サム・レイボーン | 2013年9月26日                  | 7.50                      |
| 2  | "パパはクッキーがお好き？" "Neighbor" | ヴィクター・ネッリ・Jr       | ロン・ジメット & ダン・ルービン                                  | 2013年9月26日                  | 7.50                      |
| 3  | "イブのアート" "Art"                  | アンドリュー・フレミング     | エイミー・アニオビ                                               | 2013年10月3日                  | 5.35                      |
| 4  | "ホッケーと陶芸" "Hobbies"            | スコット・エリス             | サム・レイボーン                                                 | 2013年10月10日                 | 3.86                      |
| 5  | "父の職場" "Interns"                  | マイケル・パトリック・ジャン | エミリー・カトラー                                               | 2013年10月17日                 | 3.56                      |
| 6  | "チームメイト" "Teammates"            | ジョン・フォーテンベリー     | ベン・ウェクスラー                                               | 2013年10月24日                 | 3.76                      |
| 7  | "セレブはつらいよ" "Golf"             | フレッド・サベージ           | アニー・ミベーン & スティーヴン・バジロン                        | 2013年10月31日                 | 3.34                      |
| 8  | "パラサイト・リー" "Bed Bugs"         | ウェンディ・スタンツラー     | アレックス・リード                                               | 2013年11月7日                  | 3.45                      |
| 9  | "難しいお年頃" "Homecoming"           | トリストラム・シャピーロ     | マギー・バンダー                                                 | 2013年11月14日                 | 2.53                      |
| 10 | "感謝祭" "Thanksgiving"               | アレックス・リード           | ポール・マーサー                                                 | 2013年11月21日                 | 2.89                      |
| 11 | "心にしみるプレゼント" "Christmas"    | トッド・ホランド             | ベン・ウェクスラー                                               | 2013年12月12日                 | 3.00                      |
| 12 | "ハリスが婚約？" "Party"              | エリック・アッペル           | リーラ・ストラチャン                                             | 2014年1月2日                   | 2.50                      |
| 13 | "密会" "Secret"                       | マイケル・ジンバーグ         | ロン・ジメット & ダン・ルービン                                  | 2014年1月9日                   | 3.11                      |
| 14 | "新しいネットワーク" "Couples"        | ケン・ウィッティンガム       | マギー・バンダー                                                 | 2014年1月16日                  | 1.99                      |
| 15 | "ソチより愛をこめて" "Sochi"          | アンドリュー・フレミング     | ポール・マーサー                                                 | 2014年1月23日                  | 2.18                      |
| 16 | "サプライズ" "Surprise!"              | ジェイミー・シェリダン       | スティーヴン・バジロン & アニー・ミベーン                        | 2014年3月12日 (オーストラリア) | TBA                       |
| 17 | "アニーの選挙戦" "Co-op"              | マイケル・マクドナルド       | レイラ・ストラカン                                               | 2014年3月19日 (オーストラリア) | TBA                       |
| 18 | "父親の特権" "Biking"                 | アンドリュー・フレミング     | エイミー・アニオビ                                               | 2014年3月26日 (オーストラリア) | TBA                       |
| 19 | "新任の校長先生" "Health"             | ジョン・フォーテンベリー     | ローラ・キトレル                                                 | 2014年4月2日 (オーストラリア)  | TBA                       |
| 20 | "リーの元カレ" "Brandon"              | スコット・エリス             | クリステン・M・ラング & サム・レイボーン                         | 2014年4月9日 (オーストラリア)  | TBA                       |
| 21 | "ディナー" "Dinner"                   | ヴィクター・ネッリ・Jr       | ロン・ジメット & ダン・ルービン                                  | 2014年4月16日 (オーストラリア) | TBA                       |
| 22 | "旅立ち" "Changes"                    | アンドリュー・フレミング     | サム・レイボーン & アレックス・リード                            | 2014年4月23日 (オーストラリア) | TBA                       |

## 国際放送
オーストラリアでは2014年1月15日よりユニバーサル・チャンネルで放送が始まった。日本では2014年4月よりスーパー!ドラマTVで放送が始まった。
日本での放送にはテレビシリーズでマイケルの声を担当してきた宮川一朗太を起用。本国では未放映のエピソードも放送し、全22話がすべて放送された。